# Autodesk 123D
Autodesk 123D是由Autodesk開發的免費3D建模工具，除了基本的繪圖和建模功能外，亦包含堆疊、排列、切割等進階功能。
2017年，Autodesk表示不會再更新Autodesk 123D，除了Autodesk 123D Circuits以外，所有的套件皆已停產 ，並由Tinkercad，Fusion 360和ReMake取代。

## Autodesk 123D的套件
Autodesk 123D包含以下套件： 
- Catch: 從相機拍攝的不同角度的多張照片中建立3D模型。
- Sculpt+:可雕塑3D模型。
- Make: 可將3D模型轉換成多張2D的切片影像。
- Design: 建立簡易的3D模型。
- Creature: 可以在iPad上建立Creature。
- Circuits: 可模擬麵包板與電路設計。
- Tinkercad: 建立3D列印的工具。
- MeshMixer: 處理多邊形的工具。